# 永熙郡
永熙郡，中国隋朝时设置的郡。
大业三年（607年）改泷州置，治所在泷水县（今广东省罗定市东南）。辖境约当今广东省罗定、信宜等市。唐朝武德四年（621年）复改为泷州。